# Рогдаев, Николай Игнатьевич
Николай Игнатьевич Рогдаев, варианты Музиль, Музиль-Рогдаев (1880, Шилкино Клинского уезда Московской губернии — 1934, Ташкент) — деятель российского анархистского движения.

## Биография
Чех по национальности. Образование высшее. Принимал участие в революционном движении с конца 1890-х годов. Вначале был близок к партии эсеров. В 1902 году эмигрировал за границу, примкнул к анархистам. Член первых российских анархистских организаций за границей. В 1905—1907 годах один из организаторов анархо-коммунистических групп в Киеве и Екатеринославе. В 1907 году принял участие в Международном анархическом конгрессе в Амстердаме, выступил с докладами об анархистском движении и профсоюзах в России. C июля 1908 года был главным редактором общественно-политической газеты «Буревестник», центрального органа одноимённой группы анархистов-коммунистов в Женеве. Это было самое массовое анархическое издание в Российской империи 1900-х годов с тиражом до 5 тыс. экз. В начале 1910-х годов Рогдаев выступает против анархо-мистицизма А. А. Карелина. Именно Рогдаев ввёл в оборот выражение «карелинщина», обозначавшее сочетание заговорщических методов и мистических обрядов.
В 1914 году Рогдаев стал жертвой провокации бывшего члена Государственной думы, сотрудничавшего с полицией, Захара Вырового. Охотник за осведомителями полиции В. Л. Бурцев получил сведения о провокации среди анархистов. Однако в результате остроумных тактических ходов Выровый разбивал группу анархистов-коммунистов, которые начали подозревать в предательстве друг друга. В результате подозрения пали не на Вырового, а на Рогдаева. По этому поводу заведующий Заграничной агентурой А. А. Красильников с удовлетворением доносил Департаменту полиции: «Дело Рогдаева привело к тому, что существование соорганизовавшейся парижской федерации анархистов-коммунистов можно считать законченным». Вскоре после «дела Рогдаева» Выровой покинул эту группу анархистов.
В 1917 году Рогдаев вернулся в Россию, был сторонником сотрудничества с большевиками, занимался пропагандистской работой. Руководил советской пропагандой в Туркестане. С 1923 года сотрудник Музея П. А. Кропоткина в Москве. При конфликте во Всероссийском общественном комитете по увековечению памяти П. А. Кропоткина с анархо-мистиками Рогдаев поддержал А. А. Борового. В 1927 году он вместе с Боровым и другими известными анархистами (среди них Александр Атабекян, Николай Лебедев, Владимир Бармаш, Аскаров и Лидия Гогелиа), по-видимому, с одобрения Московского Совета, выступил с публичным протестом против казни Сакко и Ванцетти.
Весной и летом 1929 года в Москве сторонники Борового, в том числе А. Андреев, В. Бармаш, Ф. Гецци и другие, были арестованы ОГПУ. Рогдаев был арестован ещё в мае 1929 года. В 1930 году Коллегией ОГПУ по обвинению в возобновлении активной анархической деятельности, в связях с «анархо-эмиграцией» и в антисоветской агитации он приговорён к 3 годам политизолятора. Срок отбывал в Суздальском политизоляторе. Затем сослан в Ташкент. Умер в ссылке. У него случилось кровоизлияние в мозг, и он упал прямо на улице, по совпадению, на улице Сакко и Ванцетти.